# Kia Cadenza
O Kia Cadenza (ou Kia K7, na Coreia do Sul) é um automóvel sedan de alto luxo, produzido pela montadora coreana Kia Motors desde 2010.
O Cadenza começou a ser comercializado no Brasil, depois de sua apresentação no Salão do Automóvel de São Paulo de 2010. Segundo a montadora coreana, o modelo é baseado no conceito KND-5, tem visual muito parecido com o Hyundai Sonata, mas com traços mais conservadores. Além disso, sua tração dianteira, aliada a um motor Lambda II V6 de 3.5 litros e 290 cv de potência, faz com que o carro tenha um grande conforto. Sua transmissão é a automática e possui seis marchas, com a opção de câmbio sequencial com esses dados, o Cadenza acelera de 0 a 100 km/h em 7.2 segundos e chega na velocidade máxima de 255 km/h. O Cadenza foi projetado pelo chefe de design da Kia Peter Schreyer, que era designer-chefe na Audi e corporou na Kia Motors o estilo de grade Tiger Nose (Nariz de Tigre).
Antes mesmo da Kia lançar seu atual e mais luxuoso sedan topo de linha, o Kia Quoris no final de 2012, o Opirus era seu atual e mais caro sedan produzido já então. Compartilhando a mesma plataforma do seu irmão o Hyundai Azera, cuja Hyundai é atualmente a proprietaria da Kia Motors, o sedã veio para substituir o já então cansado Opirus e também pelo fato do Opirus ser muito semelhante ao Jaguar S-Type. Seu V6 tem 290 cv, mais potente e econômico que o 3.8 de 267 cv do Opirus. O câmbio automático tem seis marchas, uma a mais que o antecessor.

## Versão 2013
Já lançado na Coreia do Sul, o Cadenza 2013 desembarca nas terras do tio Sam no Salão de Detroit de 2013 tendo os maiores rivais o  Buick LaCrosse e Toyota Avalon e para ser uma outra versão a quem quer um sedã coreano, potente e não tem somente o Hyundai Azera e o Hyundai Genesis Sedã como opção. Na cabine do novo Cadenza são destaque os sistemas de navegação SiriusXM Traffic e UVO eServices, tela de LCD de 8 polegadas sensível ao toque, bancos revestidos em couro, ar condicionado de duas zonas, sistema de entrada sem chave Smart Key, conectividade Bluetooth e bancos com ajustes elétricos com memória. Sob o capô o motor é um 3.5 V6 de 290 cavalos 34,6 kgmf a 6.600 rpm. A transmissão é sempre automática de seis marchas. Como parte do Cadenza lançado na América do Norte, a Kia fez um comercial, que descreve uma mulher indo à sua classe de 1993 na reunião da High School em seu Cadenza Aurora Black, então todo mundo fica chocado quando ela sai do carro. O comercial mostra os recursos de luxo que o Cadenza tem, e apresenta um remix de David Bowie música de 1980, "Vamos Dançar" (Let's Dance), que foi remixada por InFiction.

## No Brasil
No Brasil, o Cadenza 2014 estreou logo em seguida do novo Sorento e do Cerato em meados de setembro de 2013, com mudanças não só no design mas também no preço, o qual saltou de R$ 128.900 reais na versão antiga, para R$ 139.900 em versão única (segundo o próprio site da Kia Motors do Brasil). Já o motor não sofreu nenhuma alteração, seguindo o mesmo padrão da versão antiga, seus 3.5 litros V6 de 290 cavalos e 34,4 kgfm de torque não sofreu mudanças e continua acoplado a uma transmissão automática de seis marchas. Com esse conjunto, o Cadenza acelera de 0 a 100 km/h em 7,2 segundos e alcança 255 km/h de máxima. No interior que sofreu mudanças bastante significativas, com acabamento mais moderno e trazendo uma tela LCD de 8 polegadas. No Brasil seus concorrentes eram o Hyundai Azera, Toyota Camry, Honda Accord, Ford Fusion, Volkswagen Passat CC e o Chrysler 300C.

## Galeria
- Primeira geração (2009-2016)
- Segunda geração (2016-2021)